# Нинтендокор
Нинтендокор (также известный как Нинтендо-рок, видео-рок, нёрдкор ) — музыкальный жанр, особенностью которого является наличие, зачастую, живых инструментов в сопровождении электронных 8-битных звуков, синтезируемых аудиочипом в реальном времени, компьютером или игровой приставкой, обычно ранних поколений, либо набором музыкальных семплов, воспроизводящих звуки, которые применялись в Nintendo Entertainment System, Commodore 64, Nintendo Game Boy. Нинтендокор возник из слияния множества жанров, в том числе хардкор-панка, пост-хардкора и металкора.

## История (поздние 1990-е — настоящее время)
Начало этому музыкальному жанру было положено пост-хардкор группой Horse the Band, вокалист которой, Натан Уиннек, этим словом в шутку определил стиль, который они исполняют. К настоящему времени группа записала пять студийных альбомов в стиле Nintendocore, первый из которых, Secret Rhythm of the Universe, появился в 2000 году.
По мнению издания The New York Times, американская рок-группа The Advantage также привлекла внимание к жанру и внесла вклад в популяризацию музыки видеоигр. The Advantage — это инструментальная рок группа, созданная двумя студентами из Nevada Union High School. Группа играет «ничто иное как музыку из оригинальных игр с консоли Nintendo». Создавая рок-каверы на музыкальные композиции из видеоигр, группа «вывела стиль Nintendocore в музыкальный мейнстрим».

## Характерное звучание
Очень часто в Nintendocore используются электрогитары, ударные установки и типичные для рок-музыки инструменты, наряду с синтезаторами, аудиочипами, 8-битными семплами и драм-машинами.
Исполнители нинтендокора во многом различны по стилю. Некоторые используют скрим-вокал, например Horse the Band, группа, в звучании которой соединились металкор, пост-хардкор с элементами пост-рока, или iamerror, с экстремальным звучанием, близким к киберграйнду, а также Math the Band, чья музыка сочетает стили электро и дэнс-панк. Одни из самых известных исполнителей нинтендокора — группа I Fight Dragons, совместившая этот жанр со элементами поп-рока, панка и синти-попа.
Некоторые другие группы, которые также относят к жанру Nintendocore, строго инструментальные. Среди таких групп Minibosses, использующая хэви-метал риффы, вдохновленные Kyuss или The Advantage, экспериментирующей в жанрах нойз и пост-рока.
Так же известная группа Machinae Supremacy совмещающая хеви-метал и альтернативный рок с чиптюнами. Группа определяет свой стиль как «SID metal», так как во многих треках использует электронный музыкальный инструмент SidStation, основанный на чипе звукогенератора SID (Sound Interface Device) из Commodore 64. Также, группа The Megas, исполняющая каверы на музыкальные темы из серии игр Mega Man, совмещает нинтендокор с деталями альт-рока.